# 403e régiment d'artillerie
Le 403e régiment d'artillerie a été créé en 1920, à Toul. C'est un régiment de défense contre les aéronefs. Il a été dissous le 30 juin 1999 alors qu'il était basé sur le terrain de Chaumont-Semoutiers.

## Création et différentes dénominations
- 1920 : création
- 30 juin 1999 : dissous

## Chefs de corps
403e R.A.A. de 1948 à 1955
- 1948 - Lieutenant-colonel CAVAILLE
- 1953 - Colonel RICHARD
- 1955 - Lieutenant-colonel AUBERT

403e R.A.A. de 1964 à 1970
- 1964 - Lieutenant-colonel BOURELY
- 1966 - Lieutenant-colonel SAUNIER
- 1968 - Colonel ORRAND

403e R.A. à partir de 1970
- 1970 - Colonel KNERR
- 1972 - Lieutenant-colonel DE LOBIT
- 1974 - Lieutenant-colonel CRASTRE
- 1976 - Lieutenant-colonel DURRANDE
- 1978 - Lieutenant-colonel DEROGIS
- 1980 - Colonel TURCOT
- 1982 - Lieutenant-colonel ADAM
- 1984 - Lieutenant-colonel CONSTANCE
- 1986 - Colonel PETIT
- 1988 - Lieutenant-colonel RICHÉ
- 1991 - Lieutenant-colonel LENOIR
- 1993 - Colonel BALERIN
- 1995 - Lieutenant-colonel TICHIT
- 1997 - Lieutenant-colonel PERNET

## Historique

### Formation du régiment
Ancêtre direct du 403e RA, le 3e régiment d'artillerie de défense contre-aéronefs est formé à Toul le 1er janvier 1920. Rattaché à l'aéronautique militaire, il est créé à partir des unités suivantes :
- l'état-major et le peloton hors-rang sont issus du 67e régiment d'artillerie,
- un groupe de canons de 75, à quatre batteries, est formé à partir des batteries 4, 5, 6 et 7 du 66e régiment d'artillerie
- un groupe mixte regroupe deux compagnies de projecteurs issues des compagnies de projecteurs 3 et 6 du 67e RA, une compagnie de mitrailleuses antiaérienne issue de la compagnie de mitrailleuses 456 du 501e régiment d'infanterie territoriale et une compagnie d'aérostatiers-camoufleurs issue de la compagnie 28 d'aérostation.

En août 1922, le régiment quitte l'aéronautique et est rattaché à l'artillerie.

### Entre-deux-guerres et Seconde Guerre mondiale, 1923-1940
Le 403e régiment d'artillerie de défense contre avions est créé le 1er janvier 1924 par changement d'appellation du 3e RADCA. En 1933, les villes de Strasbourg et de Belfort reçoivent en garnison des détachements du 403e RADCA, puis également la ville de Dijon en 1935. 
À la mobilisation, il donne naissance à 33 groupes et six batteries indépendants. Ces unités obtiennent 16 victoires anti-aériennes officielles de septembre 1939 à juin 1940 avant d'être dissous à l'armistice.

### L'Allemagne et l'Algérie 1948-1962
Le 1er novembre 1948, le 403e régiment d'artillerie anti-aérienne avait été recréé. Il était composé de trois groupes stationnés respectivement à Bordeaux, Souge et La Rochelle. En 1955, il a participé aux opérations de maintien de l'ordre en Algérie. Constitué de deux groupes puis d'une demi-brigade, il a opéré dans les secteurs de Tlemcen, Beni-Radel et Aflou. Il s'est distingué dans les opérations de pacification de la vallée du Khemis. Avec ses postes canons-radar, il a participé également au barrage algéro-marocain dans le secteur d'El Aricha.

### Depuis 1964
Une nouvelle fois dissous en 1962, le 403e régiment d'artillerie anti-aérienne renaissait le 28 novembre 1964 à Laudau en Allemagne où il était équipé progressivement du système d'arme Hawk. En 1967, il a regagné la France et s'est installé sur la base de Chaumont-Semoutiers. Depuis le régiment était devenu le 403e régiment d'artillerie et poursuivait en permanence la modernisation de son système d'arme. Ayant été engagé outre-mer en février 1986 pour la défense de N'Djaména, un détachement du régiment y avait abattu, le 7 septembre 1987, un bombardier libyen de type Tupolev Tu-22 dans des conditions extrêmement difficiles qui menaçait gravement le dispositif français Épervier et la capitale tchadienne, apportant ainsi la preuve de sa valeur opérationnelle. Depuis, des détachements du régiment avaient participé à la guerre du Golfe, à l'intervention au Rwanda, au maintien de la paix au Liban ou en Bosnie et aux diverses opérations intérieures de type Vigipirate et Polmar. Il était constitué de quatre unités de tirs (1re batterie, 2e batterie, 3e batterie et 4e batterie), d'une unité d'opétation (Batterie des opérations) et de trois unités de soutien : Batterie de commandement et de logistique, Détachement de soutien direct et la Batterie de défense et d'instruction.
Le 403e régiment d'artillerie a été dissous le 30 juin 1999.

## Étendard

Représentation des inscriptions sur le drapeau du (à partir de 2004).

Il est l'héritier des actions d'éclat accomplies pendant la Première Guerre mondiale par les 63e et 67e régiments d'artillerie anti-aérienne. 
Son étendard porte, cousues en lettres d'or dans ses plis, les inscriptions suivantes, :
- Grande Guerre 1914-1918
- AFN 1952-1962

## Insigne régimentaire
Écu rectangulaire allongé d'or à la silhouette du dieu égyptien HORUS en noir marqué d'or, tenant dans son bras droit un missile bleu clair à pointe et filet central noirs. Horus est soutenu par une champagne noire au sigle du corps en caractère d'or sur deux lignes. En flanc dextre, devise " JE VEILLE " en caractères noirs rangés en pal. Le choix du dieu Horus s'explique par le fait que cette divinité est représentée par un homme à tête de faucon. Or le régiment est armé de missiles " Hawk", matériel américain fabriqué sous licence par les pays de l'Europe occidentale et en anglais, "Hawk" signifie "Faucon". De plus, le dieu Horus était le protecteur de la nation égyptienne et un système d'artillerie sol-air est bien conçu pour la protection des points vitaux du pays. Homologué G.2029, fabriqué par DRAGO.

## Grandes unités auxquelles le régiment a appartenu depuis 1967

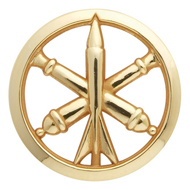
Insigne de béret d'artillerie

- Juillet 1967 à aout 1972 : 1er Corps d'Armée / VIe Région Militaire
- Septembre 1972 à Juillet 1977 : 1er Corps d'Armée
- Aout 1977 à Octobre 1984 : 2e Corps d'Armée
- Juillet 1990 à Aout 1993 : 1re Armée
- Septembre 1993 à Juin 1998 : 19e Brigade d'artillerie
- Juillet 1998 à Juin 1999 : Brigade d'artillerie

## Devise
Je veille 

## Personnalités célèbres
- Jacques Saunier, né en août 1924, est un général de corps d'armée français, notamment commandant de l'École polytechnique.

## Sources et bibliographies
- Histoire de l'armée française, Pierre Montagnon.